# فضل الهی
در بسیاری از ادیان، فضل الهی، فیض الهی، لطف الهی، یا عنایت الهی (به انگلیسی: Divine grace) به معنی اثری از جانب خدا بر انسان‌هاست که آنان را دوباره احیا و تزکیه کرده، انگیزه‌های پاک الهام داده، و قدرت پایداری در مقابل وسوسه‌ها می‌دهد. از طریق فیض الهی است که برای انسان مقابله با شیطان امکان‌پذیر می‌شود.
در مسیحیت، فضل الهی لطف و بخششی رایگان و بی‌معیار است از جانب خدا که موجب آمرزیده‌شدن گناهان و مرحمت می‌شود.
در اسلام نیز همانند مسیحیت فضل الهی باعث رستگاری است. در قرآن فضل الهی بزرگواری‌ای است که بخشنده ملزم به بخشش آن نیست. در قرآن از زبان صالحان آمده است:
و گویند: سپاس خدایی را که اندوه را از ما برد. به راستی پروردگار ما آمرزنده و قدردان است. (۳۴) خدایی که ما را به فضل خویش در این سرای ماندنی [و جاویدان] درآورد که در آن جا نه رنجی به ما می‌رسد و نه خستگی. (۳۵)